# Ligament inter-cunéiforme dorsal
Les ligaments inter-cunéiformes dorsaux (ou ligaments inter-cunéens dorsaux) sont deux ligaments des articulations intercunéiformes.
Ce sont deux bandes fibreuses qui relient les surfaces dorsales des os cunéiformes.
Le ligament inter-cunéiforme dorsal médial est entre le cunéiforme médial et le cunéiforme intermédiaire et le latéral entre le cunéiforme intermédiaire et le cunéiforme latéral. 